# 12:01 PM (Kurzfilm)
12:01 PM ist ein US-amerikanischer Kurzfilm von Jonathan Heap aus dem Jahr 1990.

## Handlung
Myron Castleman ist seit 40 Tagen in einer Zeitschleife gefangen, die in seiner Mittagspause zwischen 12:01 und 13 Uhr stattfindet. Die Stunde beginnt jedes Mal auf einer Verkehrsinsel im Mittagsverkehr. Die letzten Wochen hat er damit verbracht, in den Park zu gehen und sein Pausenbrot zu essen sowie eine junge Frau zu beobachten, die malt. Täglich sieht er den Mann, dessen Einkäufe aus der Papiertüte fallen, beobachtet Geschäftsmänner, die immer wieder einen Witz erzählen und einen Bettler beleidigen, und sieht, wie eine Taube das Hemd eines Zeitungslesers verunstaltet. Nun traut er sich zum ersten Mal, sich zur ihm unbekannten Malerin zu setzen. Er nutzt die Stunde für Small Talk, sie erzählt ihm, dass sie Sekretärin sei und Dolores heiße, und er berichtet ihr knapp vor Ablauf der Stunde von seiner Zeitschleife, die sie erst versteht, als er einige Ereignisse um sie herum vorhersagt. Er umarmt sie verzweifelt – die Stunde ist vorüber, und er findet sich erneut auf der Verkehrsinsel wieder.
Weil Dolores ihn nicht erkennt, verlässt er den Park. An einem Zeitungsstand wird er auf einen Artikel aufmerksam, in dem Nobelpreisträger Professor Nathan Rosenbluth eine Zeitschleife vorhersagt. Myron eilt auf Arbeit und bittet die Sekretärin Stephanie, Prof. Rosenbluth anzurufen. Ihre träge Art verhindert, dass sich Myron länger mit dem Wissenschaftler unterhalten kann. Nach dem erneuten Zeitsprung eilt Myron gleich auf Arbeit, doch beginnt er das Gespräch mit Prof. Rosenbluth ungeschickt, sodass dieser auflegt. Die folgenden Zeitsprünge verbringt Myron im Park und beim Verhindern sämtlicher Ungeschicklichkeiten, die den anderen so passieren. Dennoch ändert sich seine Lage nicht, und mit der Verzweiflung steigt seine Wut. Schließlich lässt er Stephanie Prof. Rosenbluth anrufen und um ein persönliches Treffen bitten. Myron eilt zu ihm und erklärt ihm, dass seine Theorie des Zeitsprungs stimmt, nur seine Annahme, dass niemand die Wiederholung bemerke, falsch sei. Er kann einige Forschungsaspekte Prof. Rosenbluths einflechten, wodurch der Wissenschaftler erkennt, dass Myron tatsächlich in einer Zeitschleife leben muss. Zu Myrons Verzweiflung kann er ihm jedoch keinen Ausweg aus der Zeitschleife nennen. Myron bricht zusammen, erkennt dann jedoch, dass er als einziger bewusst innerhalb der einen Stunde agieren und auf Menschen einwirken kann, also gottähnlich sei. Er nimmt die Pistole eines Wachmanns an sich und erschießt sich irr geworden. Der Zeitsprung setzt ein, und Myron findet sich auf der Verkehrsinsel wieder. Er ist deprimiert.

## Produktion
12:01 PM beruht auf der Kurzgeschichte 12:01 PM von Richard Lupoff. Die Kostüme schuf Susan Camusi, die Filmbauten stammen von Alex Hajdu. Lupoff selbst hat im Film einen Cameo-Auftritt. Der Film erschien 1990; im Jahr 1993 kam ein Remake des Films unter dem Titel 12:01 heraus. Lupoffs Geschichte wurde zudem lose als Und täglich grüßt das Murmeltier verfilmt. Lupoff verklagte die Macher wegen des Plagiats, brach den Rechtsstreit jedoch nach einem halben Jahr ab.

## Auszeichnungen
12:01 PM wurde 1991 für einen Oscar in der Kategorie Bester Kurzfilm nominiert.